# Прапор Василівки
Пра́пор Васи́лівки — офіційний символ міста Василівка Запорізької області, затверджений 7 квітня 2005 року рішенням міської ради.

## Опис
У центрі прямокутного пурпурового полотнища зі співвідношенням сторін 2:3 герб міста.